# ريتشارد فان دير ريت وولي
كان السير ريتشارد فان دير ريت وولي (24 أبريل 1906 - 24 ديسمبر 1986) عالم فلكي إنجليزي أصبح فلكيًا ملكيا. وكان اسم والدته قبل الزواج فان دير ريت.

## سيرة
ولد ريتشارد فان دير ريت وولي في بلدة وايمث ودرس في كلية آلهالوز التي كانت حينها تقع في هونيتون لمدة ثمانية عشر شهراً ثم انتثل مع عائلته إلى جنوب أفريقيا بعد تقاعد والديه. وألتحق هناك بجامعة كيب تاون التي حصل منها على شهادته. عاد وولي إلى المملكة المتحدة ودرس في جامعة كامبريدج، ثم أمضى سنتين اثنين في مرصد جبل ويلسون بالولايات المتحدة عاد بعدها إلى المملكة المتحدة عام 1931.
كان مراقب مساعد أقدم وعالم فلك لجون كوش آدامز في مرصد كامبريدج خلال الفترة من عام 1937 حتى عام 1939. تخصص وولي بعلم الفلك الشمسيّ وعُيّن مديراً على مرصد الكومنولث الشمسي في كانبرا بأستراليا. وعاد فيما بعد إلى المملكة المتحدة ليشغل منصبه كفلكي ملكي خلال الفترة من عام 1956 حتى عام 1971.
اُختير وولي زميلاً في الجمعية الملكية عام 1953 وفاز بميدالية ذهبية من الجمعية الفلكية الملكية عام 1971. شغِلَ خلال الفترة من عام 1972 حتى عام 1976 مدير المرصد الفلكي الجنوب أفريقي. وتقاعد في أواخر سبعينيات القرن العشرين وقضى معظم فترة تقاعده في جنوب أفريقيا. حصل وولي على رتبة الإمبراطورية البريطانية عام 1953 وأصبح فارساً عام 1963.

## وصلات خارجية
- الأكاديمية الأسترالية للعلوم (بالإنجليزية)
- دليل على الإنترنت لأعمال وولي (جزء من أرشيفات مرصد غرينتش الملكي في مكتبة جامعة كامبريدج)